# Światowy Dzień Meteorologii
Światowy Dzień Meteorologii (ang. World Meteorological Day) – święto obchodzone corocznie 23 marca upamiętniające wejście w życie konwencji o utworzeniu Światowej Organizacji Meteorologicznej (WMO) w 1950 roku, jako kontynuatora Międzynarodowej Organizacji Meteorologicznej (ang. International Meteorological Organisation, IMO) powstałej w 1873 roku. 
Celem WMO jest zapewnienie każdemu państwu (narodowi), niezależnie od jego rozwoju gospodarczo-ekonomicznego, dostępu do prognozy pogody oraz informacji dostosowanych do podstawowych potrzeb kraju. 

## Źródła
- Światowy Dzień Meteorologii. Ośrodek Informacji ONZ w Warszawie, 2004-03-23. [dostęp 2012-02-12].